# Duinfranjehoed
De duinfranjehoed (Psathyrella ammophila) is een schimmel behorend tot de familie Psathyrellaceae. Hij groeit voornamelijk op duinen vlakbij helmgras, voeden zich saprotroof met rottende wortels. Vruchtlichamen komen meestal voor van mei-november, maar kunnen onder gunstige omstandigheden het hele jaar worden gevonden.

## Kenmerken

### Uiterlijke kenmerken
Hoed
De hoed heeft een diameter van 10 tot 50 mm. De hoed is vezelig en mat. De kleur is donker roodbruin tot vuilbruin. Hoewel de hoed over het algemeen glad is, heeft het microscopisch kleine haartjes en is het vaak bedekt met zanddeeltjes. Het weefsel is niet hygrofaan en verandert daarom niet van kleur bij vochtverlies en -absorptie, maar de paddenstoelen worden donkerbruin naarmate ze ouder worden. De vorm van de hoed begint als klokvormig of convex en wordt geleidelijk vlakker en wordt mogelijk ingedeukt van vorm.
Lamellen
De lamellen staan dicht bij elkaar en zijn meestal breed (adnate) maar soms smal (adnexed) aan de steel aangehecht. Op zeer jonge leeftijd kunnen ze bleekbruin zijn, maar het grootste deel van de levensduur zijn ze donkerbruin, soms zwart. De lamelsnede is ongekleurd.
Steel
De steel is centraal aan de hoed bevestigd. De steel wortelt diep in het zand. De kleur is lichtgrijs tot lichtbruin. Het oppervlak is glad, soms met kleine verticale ribbels. Het is diep geworteld in het substraat om zich te voeden met de wortels van helmgras en voor stabiliteit in zijn zandduinhabitat. Boven de grond is de hoogte typisch lang en de diameter is slank, ongeveer 2-5 mm. Er is geen ring.
Vlees
Het vlees van de hoed en steel is bleek, dun en broos.
Geur en smaak
Noch de smaak, noch de geur van de paddenstoel is onderscheidend, en het wordt als oneetbaar beschouwd, hoewel niet als bijzonder giftig vermeld staat.

### Microscopische kenmerken
De basidia dragen meestal vier sporen en soms twee sporen. De basidiosporen zijn glad, ellipsvormig tot eivormig van vorm en meten (10-) 11-13,5
x 6,5 -7,5 (-8). Er is een grote kiempore op elke spore. De sporen zijn in water en ammonia donkerroodbruin van kleur en in KOH zwartbruin en niet doorzichtig. Pleurocystidia zijn aanwezig, maar meestal schaars en verspreid. De lamelsnede is steriel en bevat cellen in de vorm van een ballon of knots. Deze cellen zijn talrijk, staan dicht bij elkaar en zijn vrij groot en meestal met een vrij brede steel. De afmeting van de cellen is 20 tot 37,5(-40) × 10 tot 22,5(-30) µm. Cheilocystidia zien er uit als de pleurocystidia, maar meestal variabele qua vorm en grootte. De marginale cellen zijn dunwandig, kleurloos en zonder kristallen of inhoud.

## Verspreiding
Psathyrella ammophila heeft een brede maar schaarse verspreiding over het hele Europese continent en op beperkte kustlocaties buiten Europa, met verzamelingen in Algerije, Nieuw-Zeeland en Canada. Het kan soms worden gevonden in de buurt van de kustlijn, binnen de kustzone, maar wordt het vaakst aangetroffen in meer stabiele en gevestigde zandduinen en duinvalleien landinwaarts. De aanwezigheid van helmgras in de buurt is een belangrijk aspect van zijn leefgebied, omdat het een symbiotische relatie heeft met de planten, waarbij hun rottende wortels als voedsel worden gebruikt.
In Nederland komt hij vrij algemeen voor. Vooral langs de kust komt hij algemeen voor en soms in grote dichtheden van honderden exemplaren per 1000 m². Hij komt ook voor langs het IJsselmeer en langs grote rivieren. Hij staat op de rode lijst in de categorie 'Kwetsbaar'.

## Taxonomie
Psathyrella ammophila werd voor het eerst beschreven in 1868 door Michel Charles Durieu de Maisonneuve en Joseph-Henri Léveillé in een van Durieu de Maisonneuve's publicaties over de flora en fauna van Algerije, namelijk Exploration scientifique de l'Algérie: Sciences naturelles, botanique. Ze gaven het de wetenschappelijke naam Agaricus ammophilus. De soort werd nog vijfmaal beschreven onder andere namen, tot 1960, toen de botanicus P.D. Orton het de definitieve naam gaf in het tijdschrift Transactions of the British Mycological Society (nu Fungal Biology).

## Naam
De geslachtsnaam Psathyrella is een verkleinwoord van Psathyra, afgeleid van het Oudgriekse woord dat "brokkelig" betekent, psathurós (ψαθυρός). Deze naam verwijst naar de fragiele aard van de hoed en steel. De soortnaam ammophila is afkomstig van de Oudgriekse woorden ámmos (ἄμμος), dat zand betekent, en phílos (φίλος), dat minnaar betekent, een verwijzing naar de zandduinhabitat van de paddenstoel.

## Foto's

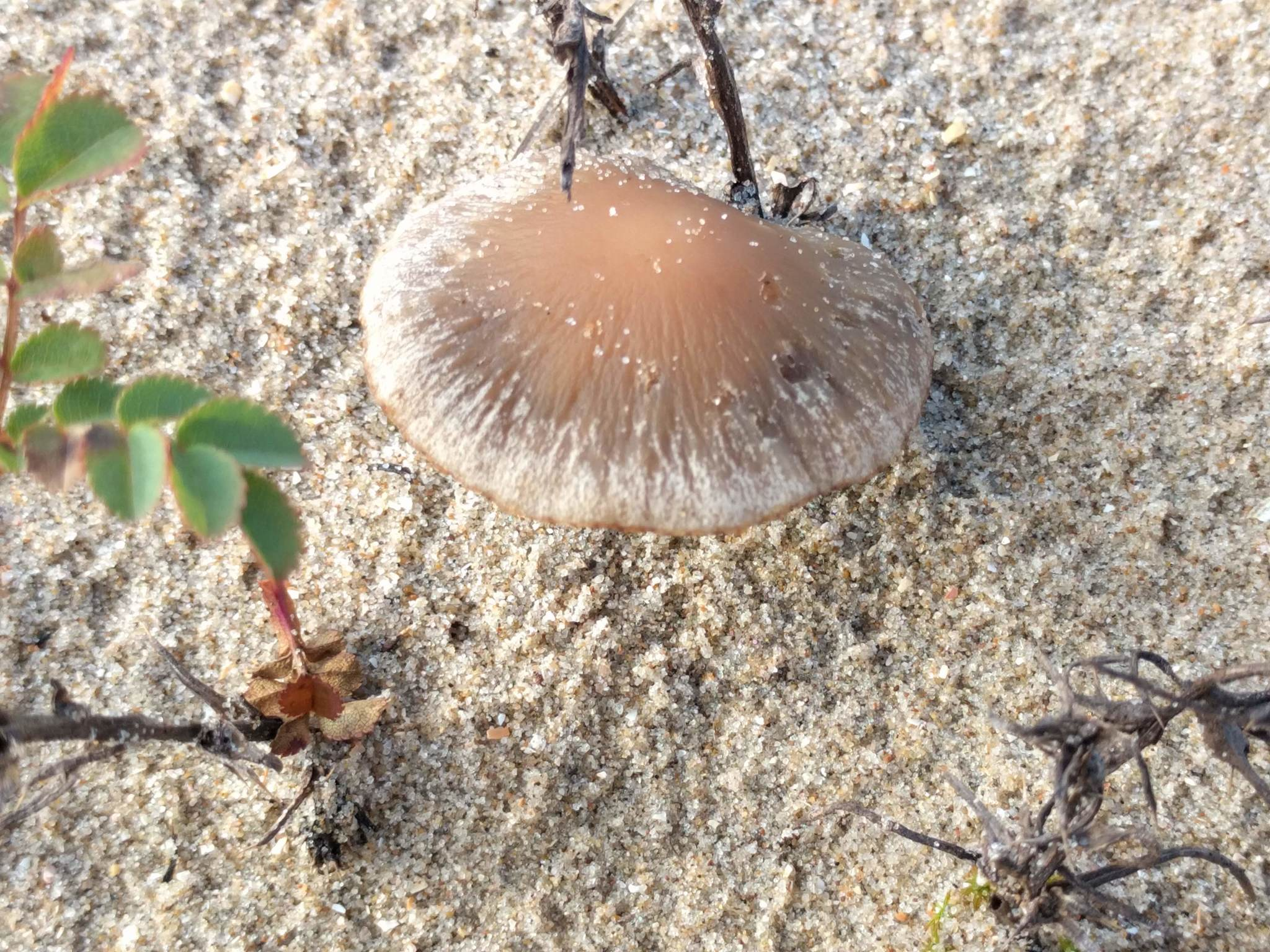
Hoed
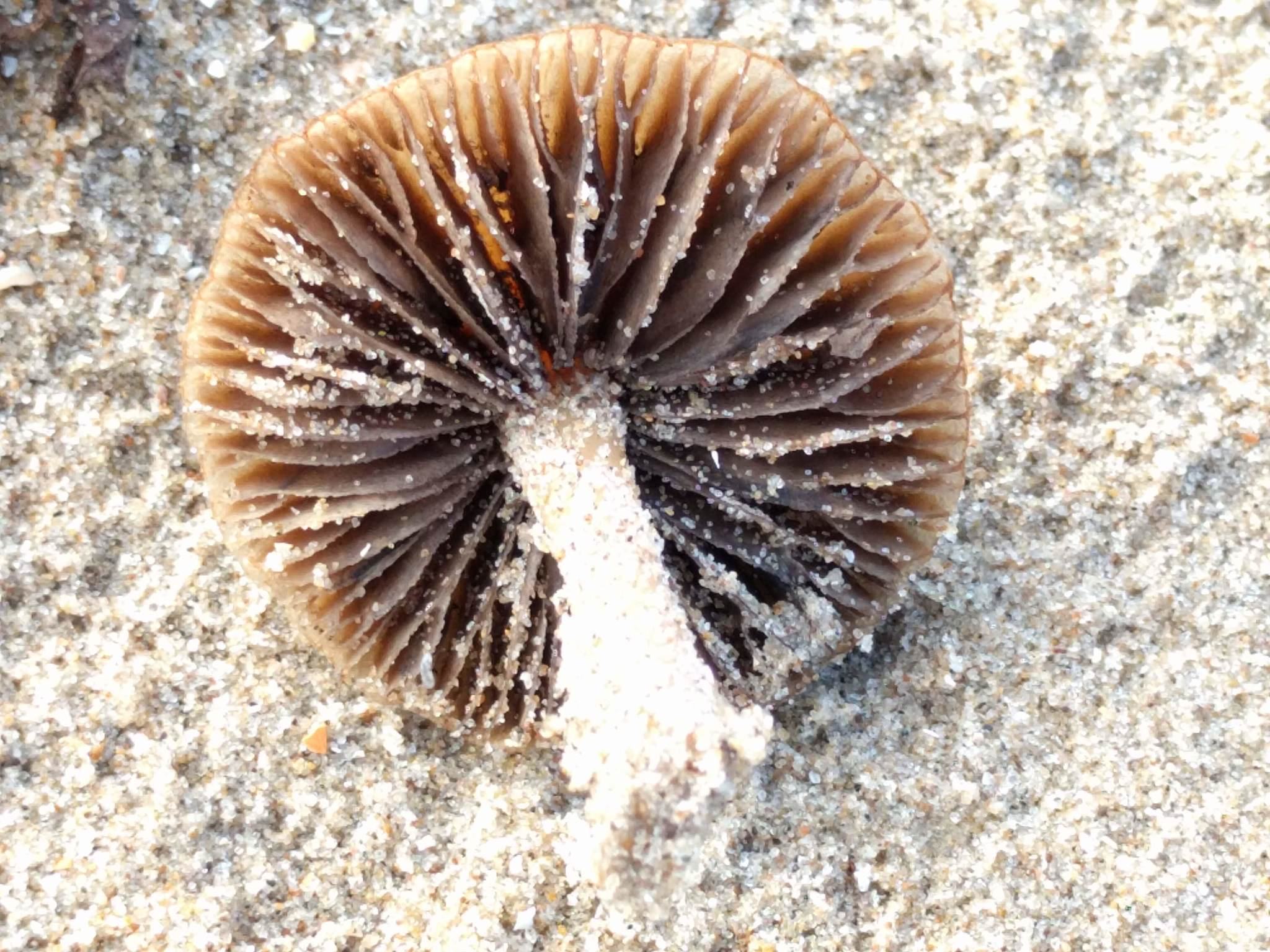
Lamellen
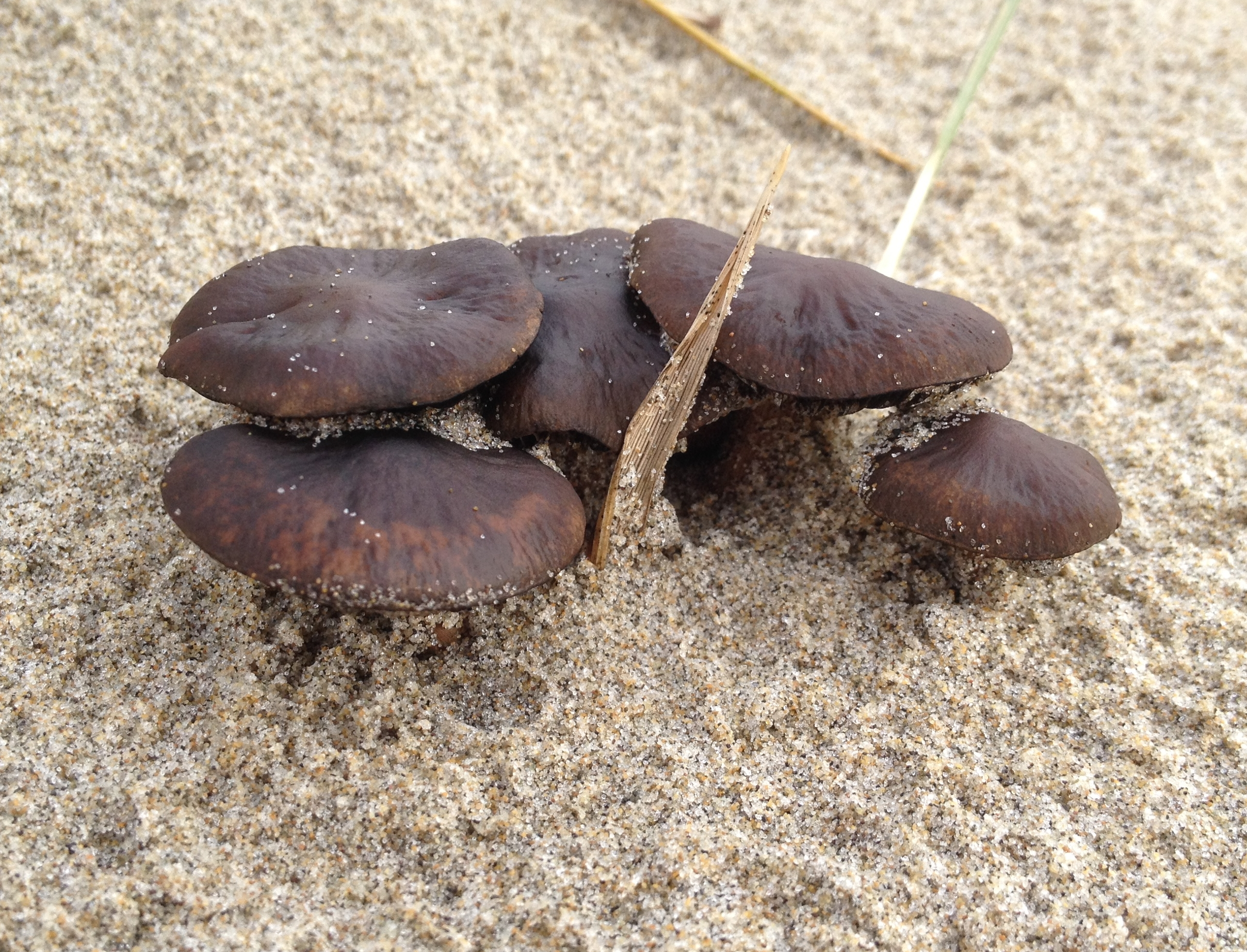
Oudere exemplaren